# Malik Harrison
Malik Harrison (Columbus, 5 marzo 1998) è un giocatore di football americano statunitense che milita nel ruolo di linebacker per i Baltimore Ravens della National Football League (NFL).

## Carriera

### Baltimore Ravens
Harrison al college giocò a football a Ohio State dal 2016 al 2019. Fu scelto nel corso del terzo giro (98º assoluto) del Draft NFL 2020 dai Baltimore Ravens. Debuttò come professionista nella gara del primo turno contro i Cleveland Browns mettendo a segno 4 tackle e un passaggio deviato nella vittoria. La sua stagione da rookie si concluse con 42 placcaggi disputando tutte le 16 partite.